# Grevillea commutata
Grevillea commutata är en tvåhjärtbladig växtart. Grevillea commutata ingår i släktet Grevillea och familjen Proteaceae.

## Underarter
Arten delas in i följande underarter:
- G. c. commutata
- G. c. pinnatisecta